# Бряг Фалиер
Бряг Фалиер (на френски: Côte Fallieres; на английски: Fallieres Coast) е част от крайбрежието на Западна Антарктида, в южната част на западния сектор на Земя Греъм, простиращ се между 68° и 69° ю.ш. и 66°45’ и 67°45’ з.д. Брегът заема южната част от западното крайбрежие на Земя Греъм, покрай източните брегове на море Белингсхаузен, част от тихоокеанския сектор на Южния океан – източното крайбрежие на големия залив Маргьорит. На юг граничи с Брега Раймил на Земя Палмър, а на север – с Брега Лубе на Земя Греъм. Крайбрежието му е силно разчленено от множество заливи (най-голям Микелсен), полуострови и крайбрежни острови (Стонингтън – изходна база за няколко антарктически експедиции). В най-южната му част се намира участък от шелфовия ледник Уорди.
Повсеместно е покрит с дебела ледена броня, над която стърчат отделни оголени върхове и нунатаки, от които към залива Маргьорит се спускат малки и къси планински ледници.
Тази част от крайбрежието на Земя Греъм е открито през 1909 г. от френска антарктическа експедиция (1908 — 1910), ръководена от Жан Батист Шарко и е наименувано Бряг Фалиер в чест на тогавашния френски президент Арман Фалиер (1906 – 1913). На Брега Фалиер е разположена аржентинската антарктическа станция Сан Мартин.